# مسابقات قهرمانی بسکتبال آسیا ۱۹۶۵
مسابقات قهرمانی بسکتبال آسیا ۱۹۶۵ سومین دورهٔ قهرمانی آسیا برای مردان می‌باشد که از ۲۸ نوامبر تا ۱۱ دسامبر در کوالا لامپور، مالزی برگزار گردید.

## دور مقدماتی

### گروه A
| تیم          | بازی | برد | باخت | امتیاز برده | امتیاز باخته | تفاضل | امتیازات |
| ------------ | ---- | --- | ---- | ----------- | ------------ | ----- | -------- |
| فیلیپین      | ۴    | ۴   | ۰    | ۳۴۸         | ۱۹۶          | ۱۵۲+  | ۸        |
| ژاپن         | ۴    | ۳   | ۱    | ۲۸۸         | ۲۳۴          | ۵۴+   | ۷        |
| مالزی        | ۴    | ۲   | ۲    | ۲۵۸         | ۲۸۲          | ۲۴–   | ۶        |
| ویتنام جنوبی | ۴    | ۱   | ۳    | ۲۶۳         | ۳۱۸          | ۵۵–   | ۵        |
| سنگاپور      | ۴    | ۰   | ۴    | ۲۱۹         | ۳۴۶          | ۱۲۷–  | ۴        |

| ۲۸ نوامبر ۲۰:۰۰ |

|  |

| فیلیپین                           | ۸۲–۵۳ | مالزی |
| امتیاز بر پایه نیمه: ۳۸–۱۷, ۴۴–۳۶ |       |       |

| ۲۹ نوامبر ۱۹:۳۰ |

|  |

| سنگاپور                           | ۴۲–۷۹ | ژاپن |
| امتیاز بر پایه نیمه: ۱۶–۴۴, ۲۶–۳۵ |       |      |

| ۲۹ نوامبر ۲۱:۰۰ |

|  |

| مالزی                             | ۷۲–۶۵ | ویتنام جنوبی |
| امتیاز بر پایه نیمه: ۳۵–۳۳, ۳۷–۳۲ |       |              |

| ۳۰ نوامبر ۱۶:۳۰ |

|  |

| ژاپن                              | ۹۱–۶۷ | ویتنام جنوبی |
| امتیاز بر پایه نیمه: ۴۵–۳۲, ۴۶–۳۵ |       |              |

| ۳۰ نوامبر ۱۹:۳۰ |

|  |

| فیلیپین                           | ۱۰۴–۳۹ | سنگاپور |
| امتیاز بر پایه نیمه: ۵۱–۱۹, ۵۳–۲۰ |        |         |

| ۱ دسامبر ۱۸:۰۰ |

|  |

| سنگاپور                           | ۷۱–۸۲ | مالزی |
| امتیاز بر پایه نیمه: ۲۷–۴۲, ۴۴–۴۰ |       |       |

| ۱ دسامبر ۲۱:۰۰ |

|  |

| ویتنام جنوبی                      | ۵۰–۸۸ | فیلیپین |
| امتیاز بر پایه نیمه: ۱۸–۳۸, ۳۲–۵۰ |       |         |

| ۲ دسامبر ۱۶:۳۰ |

|  |

| سنگاپور                           | ۶۷–۸۱ | ویتنام جنوبی |
| امتیاز بر پایه نیمه: ۳۰–۴۰, ۳۷–۴۱ |       |              |

| ۲ دسامبر ۱۹:۳۰ |

|  |

| فیلیپین                           | ۷۴–۵۴ | ژاپن |
| امتیاز بر پایه نیمه: ۳۴–۳۱, ۴۰–۲۳ |       |      |

| ۴ دسامبر ۱۹:۳۰ |

|  |

| ژاپن                              | ۶۴–۵۱ | مالزی |
| امتیاز بر پایه نیمه: ۳۸–۲۸, ۲۶–۲۳ |       |       |

### گروه B
| تیم        | بازی | برد | باخت | امتیاز برده | امتیاز باخته | تفاضل | امتیازات |
| ---------- | ---- | --- | ---- | ----------- | ------------ | ----- | -------- |
| جمهوری چین | ۴    | ۴   | ۰    | ۳۳۶         | ۲۳۲          | ۱۰۴+  | ۸        |
| کرهٔ جنوبی  | ۴    | ۳   | ۱    | ۳۲۰         | ۲۶۴          | ۵۶+   | ۷        |
| تایلند     | ۴    | ۲   | ۲    | ۲۹۲         | ۲۷۲          | ۲۰+   | ۶        |
| هند        | ۴    | ۱   | ۳    | ۲۴۱         | ۳۴۴          | ۱۰۳–  | ۵        |
| هنگ کنگ    | ۴    | ۰   | ۴    | ۲۳۲         | ۳۰۹          | ۷۷–   | ۴        |

| ۲۹ نوامبر ۱۸:۰۰ |

|  |

| کرهٔ جنوبی                         | ۱۰۴–۶۴ | هند |
| امتیاز بر پایه نیمه: ۵۵–۳۰, ۴۹–۳۴ |        |     |

| ۳۰ نوامبر ۱۵:۰۰ |

|  |

| هند                               | ۵۸–۹۸ | جمهوری چین |
| امتیاز بر پایه نیمه: ۲۶–۵۴, ۳۲–۴۴ |       |            |

| ۳۰ نوامبر ۲۱:۰۰ |

|  |

| هنگ کنگ                           | ۴۹–۸۵ | کرهٔ جنوبی |
| امتیاز بر پایه نیمه: ۲۶–۵۴, ۲۳–۳۱ |       |           |

| ۱ دسامبر ۱۹:۳۰ |

|  |

| هند                               | ۵۸–۵۵ | هنگ کنگ |
| امتیاز بر پایه نیمه: ۲۲–۲۸, ۳۶–۲۷ |       |         |

| ۲ دسامبر ۱۵:۰۰ |

|  |

| هنگ کنگ                           | ۶۲–۷۷ | جمهوری چین |
| امتیاز بر پایه نیمه: ۲۵–۳۵, ۳۷–۴۲ |       |            |

| ۲ دسامبر ۲۱:۰۰ |

|  |

| تایلند                            | ۶۶–۶۹ | کرهٔ جنوبی |
| امتیاز بر پایه نیمه: ۳۹–۳۸, ۲۷–۳۱ |       |           |

| ۳ دسامبر ۱۸:۰۰ |

|  |

| جمهوری چین                        | ۷۶–۵۰ | تایلند |
| امتیاز بر پایه نیمه: ۳۱–۲۹, ۴۵–۲۱ |       |        |

| ۴ دسامبر ۱۸:۰۰ |

|  |

| هنگ کنگ                           | ۶۶–۸۹ | تایلند |
| امتیاز بر پایه نیمه: ۳۱–۵۴, ۳۵–۳۵ |       |        |

| ۴ دسامبر ۲۱:۰۰ |

|  |

| جمهوری چین                        | ۸۵–۶۲ | کرهٔ جنوبی |
| امتیاز بر پایه نیمه: ۴۲–۲۹, ۴۳–۳۳ |       |           |

| ۵ دسامبر ۹:۰۰ |

|  |

| تایلند                            | ۸۷–۶۱ | هند |
| امتیاز بر پایه نیمه: ۴۷–۳۵, ۴۰–۲۶ |       |     |

## دور نهایی

### رده‌بندی هفتم تا دهم
| تیم          | بازی | برد | باخت | امتیاز برده | امتیاز باخته | تفاضل | امتیازات |
| ------------ | ---- | --- | ---- | ----------- | ------------ | ----- | -------- |
| هند          | ۳    | ۳   | ۰    | ۲۵۰         | ۱۹۸          | ۵۲+   | ۶        |
| هنگ کنگ      | ۳    | ۲   | ۱    | ۲۲۳         | ۲۱۳          | ۱۰+   | ۵        |
| سنگاپور      | ۳    | ۱   | ۲    | ۲۳۸         | ۲۷۶          | ۳۸–   | ۴        |
| ویتنام جنوبی | ۳    | ۰   | ۳    | ۲۴۱         | ۲۶۵          | ۲۴–   | ۳        |

| ۵ دسامبر ۱۸:۰۰ |

|  |

| ویتنام جنوبی                                       | ۸۰–۸۴ (OT) | هنگ کنگ |
| امتیاز بر پایه نیمه: ۴۲–۳۲, ۲۸–۳۸ وقت اضافه: ۱۰–۱۴ |            |         |

| ۶ دسامبر ۱۴:۰۰ |

|  |

| سنگاپور                           | ۹۳–۸۵ | ویتنام جنوبی |
| امتیاز بر پایه نیمه: ۴۰–۳۷, ۵۳–۴۸ |       |              |

| ۶ دسامبر ۱۸:۳۰ |

|  |

| هنگ کنگ                           | ۵۰–۶۰ | هند |
| امتیاز بر پایه نیمه: ۲۰–۱۷, ۳۰–۴۳ |       |     |

| ۸ دسامبر ۱۴:۰۰ |

|  |

| هند                               | ۱۰۲–۷۲ | سنگاپور |
| امتیاز بر پایه نیمه: ۴۵–۴۴, ۵۷–۲۸ |        |         |

| ۹ دسامبر ۱۸:۰۰ |

|  |

| سنگاپور                           | ۷۳–۸۹ | هنگ کنگ |
| امتیاز بر پایه نیمه: ۴۲–۴۵, ۳۱–۴۴ |       |         |

| ۱۰ دسامبر ۱۸:۰۰ |

|  |

| ویتنام جنوبی                      | ۷۶–۸۸ | هند |
| امتیاز بر پایه نیمه: ۳۸–۴۳, ۳۸–۴۵ |       |     |

### قهرمانی
| تیم        | بازی | برد | باخت | امتیاز برده | امتیاز باخته | تفاضل | امتیازات |
| ---------- | ---- | --- | ---- | ----------- | ------------ | ----- | -------- |
| ژاپن       | ۵    | ۵   | ۰    | ۳۵۵         | ۳۰۱          | ۵۴+   | ۱۰       |
| فیلیپین    | ۵    | ۴   | ۱    | ۳۸۵         | ۳۳۷          | ۴۸+   | ۹        |
| کرهٔ جنوبی  | ۵    | ۳   | ۲    | ۳۲۶         | ۳۰۸          | ۱۸+   | ۸        |
| تایلند     | ۵    | ۲   | ۳    | ۳۵۰         | ۳۶۴          | ۱۴–   | ۷        |
| جمهوری چین | ۵    | ۱   | ۴    | ۳۵۳         | ۳۷۲          | ۱۹–   | ۶        |
| مالزی      | ۵    | ۰   | ۵    | ۳۱۳         | ۴۰۰          | ۸۷–   | ۵        |

| ۵ دسامبر ۱۹:۳۰ |

|  |

| مالزی                             | ۵۵–۷۷ | ژاپن |
| امتیاز بر پایه نیمه: ۲۴–۳۴, ۳۱–۴۳ |       |      |

| ۵ دسامبر ۲۱:۰۰ |

|  |

| فیلیپین                           | ۵۹–۵۰ | کرهٔ جنوبی |
| امتیاز بر پایه نیمه: ۲۱–۲۸, ۳۸–۲۲ |       |           |

| ۶ دسامبر ۱۵:۳۰ |

|  |

| فیلیپین                           | ۹۰–۷۲ | مالزی |
| امتیاز بر پایه نیمه: ۵۶–۳۴, ۳۴–۳۸ |       |       |

| ۶ دسامبر ۲۰:۰۰ |

|  |

| کرهٔ جنوبی                         | ۷۸–۶۶ | تایلند |
| امتیاز بر پایه نیمه: ۴۷–۳۰, ۳۱–۳۶ |       |        |

| ۶ دسامبر ۲۱:۳۰ |

|  |

| ژاپن                              | ۷۳–۵۸ | جمهوری چین |
| امتیاز بر پایه نیمه: ۳۴–۳۵, ۳۹–۲۳ |       |            |

| ۷ دسامبر ۱۸:۰۰ |

|  |

| تایلند                            | ۸۶–۷۱ | مالزی |
| امتیاز بر پایه نیمه: ۳۸–۲۵, ۴۸–۴۶ |       |       |

| ۷ دسامبر ۱۹:۳۰ |

|  |

| جمهوری چین                        | ۶۵–۶۷ | کرهٔ جنوبی |
| امتیاز بر پایه نیمه: ۳۳–۳۹, ۳۲–۲۸ |       |           |

| ۷ دسامبر ۲۱:۰۰ |

|  |

| ژاپن                              | ۷۱–۶۵ | فیلیپین |
| امتیاز بر پایه نیمه: ۳۷–۳۱, ۳۴–۳۴ |       |         |

| ۸ دسامبر ۱۵:۳۰ |

|  |

| تایلند                            | ۷۴–۷۱ | جمهوری چین |
| امتیاز بر پایه نیمه: ۳۹–۳۹, ۳۵–۳۲ |       |            |

| ۹ دسامبر ۱۹:۳۰ |

|  |

| کرهٔ جنوبی                         | ۶۸–۴۹ | مالزی |
| امتیاز بر پایه نیمه: ۲۶–۲۵, ۴۲–۲۴ |       |       |

| ۹ دسامبر ۲۱:۰۰ |

|  |

| ژاپن                              | ۶۵–۶۰ | تایلند |
| امتیاز بر پایه نیمه: ۳۳–۳۱, ۳۲–۲۹ |       |        |

| ۱۰ دسامبر ۱۹:۳۰ |

|  |

| جمهوری چین                        | ۷۹–۶۶ | مالزی |
| امتیاز بر پایه نیمه: ۳۸–۳۴, ۴۱–۳۲ |       |       |

| ۱۰ دسامبر ۲۱:۰۰ |

|  |

| فیلیپین                           | ۷۹–۶۴ | تایلند |
| امتیاز بر پایه نیمه: ۴۶–۲۹, ۳۳–۳۵ |       |        |

| ۱۱ دسامبر ۱۹:۰۰ |

|  |

| کرهٔ جنوبی                         | ۶۳–۶۹ | ژاپن |
| امتیاز بر پایه نیمه: ۲۲–۳۱, ۴۱–۳۸ |       |      |

| ۱۱ دسامبر ۲۰:۳۰ |

|  |

| فیلیپین                           | ۹۲–۸۰ | جمهوری چین |
| امتیاز بر پایه نیمه: ۴۵–۳۵, ۴۷–۴۵ |       |            |

## جدول نهایی
| رتبه | تیم          | رکورد |
| ---- | ------------ | ----- |
| 1    | ژاپن         | ۸–۱   |
| 2    | فیلیپین      | ۸–۱   |
| 3    | کرهٔ جنوبی    | ۶–۳   |
| ۴    | تایلند       | ۴–۵   |
| ۵    | جمهوری چین   | ۵–۴   |
| ۶    | مالزی        | ۲–۷   |
| ۷    | هند          | ۴–۳   |
| ۸    | هنگ کنگ      | ۲–۵   |
| ۹    | سنگاپور      | ۱–۶   |
| ۱۰   | ویتنام جنوبی | ۱–۶   |

## جوایز
| قهرمان آسیا ۱۹۶۵      |
| --------------------- |
| · ژاپن · نخستین عنوان |